# Стара Тараба
Стара Тара́ба (рос. Старая Тараба) — село у складі Китмановського району Алтайського краю, Росія. Входить до складу Китмановської сільської ради.

## Населення
Населення — 397 осіб (2010; 523 у 2002).
Національний склад (станом на 2002 рік):
- росіяни — 88 %